# Ignacy Mieczkowski
Ignacy Mieczkowski herbu Bończa – wojski łomżyński w 1781, szambelan Stanisława Augusta Poniatowskiego w 1791 r.